# Квисисана
«Квисиса́на» (итал. Quisisana — букв.: здесь поправляются) — рестораны, существовавшие в Санкт-Петербурге в первой половине XX века, получившие известность благодаря механическому буфету-автомату, визитам литературной богемы и многочисленным упоминаниям в мемуарной и художественной литературе.

## История и особенности
Характеризуя «архитектурную ткань среды» центра крупнейших городов России конца XIX — начала XX века, Е. А. Заева-Бурдонская отмечает появление «новых коммерческих символов эпохи»: 
Центральная улица (проспект) становится средоточием репрезентативных сооружений общегородского уровня значимости, в которых конкретно-историческое стилевое выражение дополнено статусным содержанием: в экзотике названий «лувров», «метрополей», «пассажей», «националей», в подчёркнуто иностранном происхождении «О бонъ марше» или «Квисисана», «Мулен Руж», в неповторимости наименований магазинов колониальных товаров. 
В начале XX столетия свои «Квисисаны» были в Москве, Одессе и многих других российских городах.

В Петербурге первый ресторан «Квисисана» был открыт в начале 1900-х годов итальянским предпринимателем Г. Р. Сартора на Невском проспекте, 43 — на 1-м этаже доходного дома великого князя Сергея Александровича (архитектор А. В. Кащенко, 1900). Согласно оценкам прессы, это был «ресторанчик дурного тона с тухлыми котлетами на маргарине, разбитым пианино и жидким кофе». Второй, классом повыше, открыт им же в 1900-х годах на Невском проспекте, 46, в здании петербургского отделения Московского купеческого банка, построенного по проекту Л. Н. Бенуа в стиле модерн, в 1901—1902. 

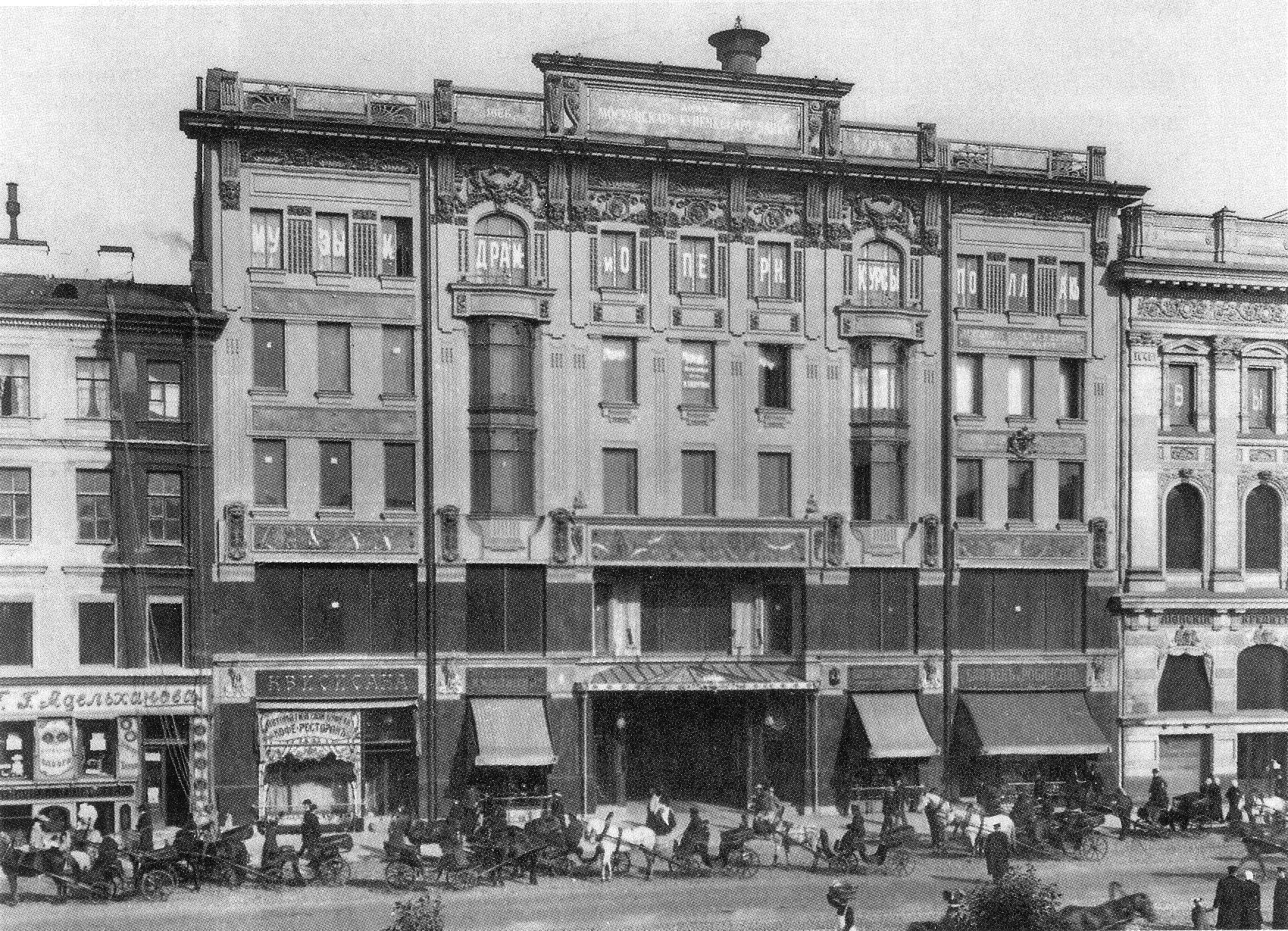
Невский проспект, 46. Начало XX века

В акте осмотра помещения от 1912 года «Квисисана» на Невском, 46 описывалась следующим образом: «Ресторан I разряда, расположен в 3-х этажах здания. Кухня в подвальном помещении. В ресторане имеются 4 больших общих зала, 6 кабинетов, 2 биллиардные. Залы занимают площадь около 100 кв. саженей. Ресторан посещает среднеинтеллигентная публика».

Сопоставляя заведение с такими как «Вена», «Прага», «Доминик», рестораны при гостиницах «Знаменская», «Англетер», современники отмечали: 
Особый характер приобрёл ресторан «Квисисана» на Невском возле Пассажа. Там был механический автомат-буфет. За 10—20 копеек можно было получить салат, за 5 копеек — бутерброд. Его охотно посещали студенты, представители небогатой интеллигенции.

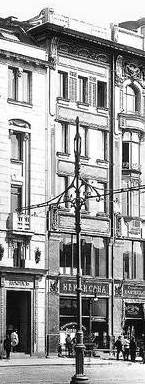
«Квисисана».
1910-е годы

В петербургском фольклоре появилась поговорка: «Mens sana in „Quisisana“» — «Здоровый дух в „Квисисане“» (перефразирование латинского изречения «Mens sana in corpore sano» — «В здоровом теле здоровый дух»).
Н. П. Анциферов вспоминал, как сутками стоя у Александрийского театра в очереди за билетами на гастроли Художественного, по ночам жгли костры и «бегали греться в „Квисисану“ (ресторан-автомат: стакан глинтвейна — 20 копеек)».
«Для поддержания энтузиазма мы заходили в „Квисисану“, где были автоматы с бутербродами и чудесные филипповские пирожки. Ради того, чтобы посмотреть лишний раз, как вертится автомат, я съедала огромное количество бутербродов и уговаривала всех делать то же самое», — вспоминала О. А. Ваксель.

Мемуаристами отмечалась и ещё одна отличительная черта «Квисисаны» — бывший в дневное время недорогим и вполне приличным, вечерами ресторан превращался в «гнездо разврата». Посещение заведения по вечерам автоматически причисляло человека к гулякам и пьяницам. В таком качестве ресторан фигурирует в воспоминаниях Ю. Анненкова: 
Студенты, всяческие студенты, в Петербурге знали блоковскую «Незнакомку» наизусть. И «девочка» Ванда, что прогуливалась у входа в ресторан «Квисисана», шептала юным прохожим:
— Я уесь Незнакоумка. Хотите ознакоумиться?,

романсе начала XX века: 
В тёмном полумраке «Квисисаны»
Помню, как вы мне шептали «нет»…

и рассказе В. Набокова — героиня, рассмеявшись, зачитывает вслух газетные новости: 
— Вчера в ресторане «Квисисана» был задержан купец второй гильдии Ерошин. Оказалось, что Ерошин, под предлогом…
Рассмеялась опять:
— Нет, дальше неприлично.

## Известные посетители

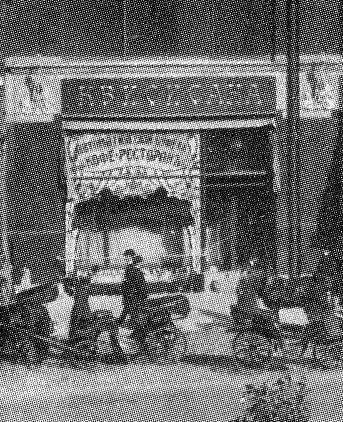
«Квисисана». Начало XX века

В числе известных посетителей «Квисисаны» были художник Ю. Анненков, писатели и поэты Ф. Сологуб, А. Блок, А. Ремизов, Г. Чулков, Ан. Чеботаревская и другие.

Ю. Анненков вспоминал «комнатку Алексея Михайловича в их квартирке на Троицкой улице, недалеко от её впадения в Невский проспект, где на одном углу помещалась булочная и кофейная Филиппова, а на противоположном — ресторан-бар „Квисисана“»: 
Я не говорил тогда по-итальянски и никогда не задумывался о том, что значило это название: «Квисисана»? Но вот однажды Алексей Михайлович сказал мне:
— Пойдем, пожалуй, посидим там, где оздоровляют.
Я не понял. Он объяснил мне:
— Так ведь это же — qui si sana.
Я понял и удивился своему невежеству. Впоследствии, блуждая по Италии, я встретил в нескольких городах рестораны под названием Qui si sana.

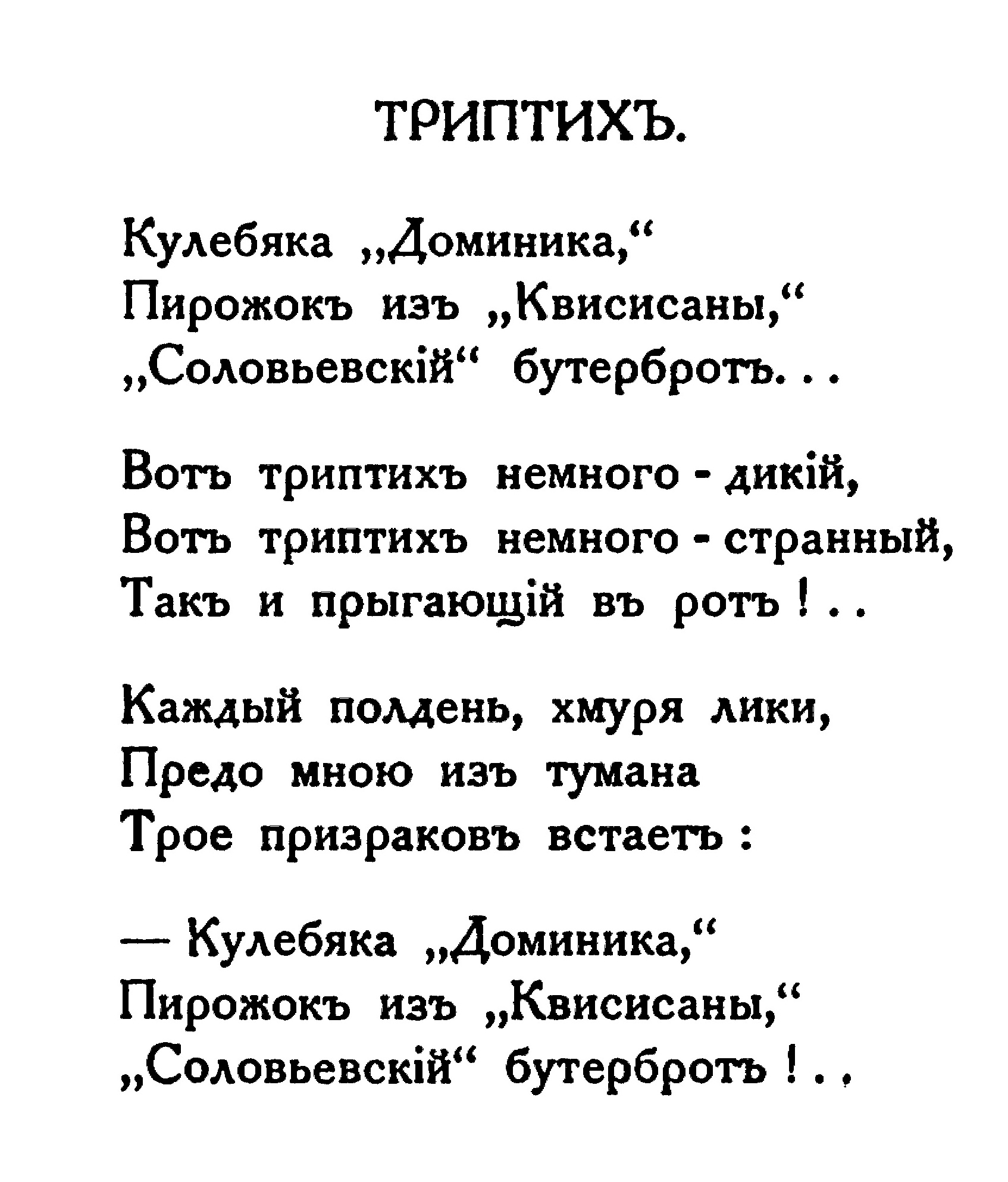
Страница со стихотворением «Триптих» из книги Н. Я. Агнивцева «Блистательный Санкт-Петербург»
(Берлин: Изд-во И. П. Ладыжникова, 1923)

Анненков с Ремизовым «часто просиживали» в «Квисисане», «заказывали скромно чай», «разговаривали на самые разнообразные темы: о древнеславянской языковой фонетике, о лубочном искусстве <…> о расплывчатости облачных контуров в небесной синеве; о загадочности и ритме теней, падающих на дорожную пыль от деревьев; о разнице между воскресными прогулками и прогулками в будничные дни… <…> о раскрашенных девицах из „Квисисаны“, которая в этой части города была их штаб-квартирой» и которых Ремизов «дружески называл „кикиморами“». Когда долго засиживались, «приходила жена Ремизова, Серафима Павловна, „забрать <…> Алексея Михайловича за поздним временем“».
Рассказ Г. Чулкова о визите в «Квисисану» в компании Сологуба, Блока с «новой подругой», Чеботаревской и поэтессы Вилькиной отражён в дневниках М. Волошина.
«…Ем осетрину в Квисисане», — отметил в 1915 году в «Мимолётном» В. Розанов.
Ресторан упоминается в девятой главе «Четвёртой прозы» О. Мандельштама, сравнивается обстановка в «редакции какого-то безыдейного журнальчика, где толпились, как в буфете Квисисана, какие-то призрачные фигуры».

В качестве имени нарицательного название ресторана присутствует в стихотворении Б. Пастернака: 
Чтоб полдень осязал
Сквозь сон: в обед трясутся
По звону квизисан
Столы в пустых присутствиях…
«Пирожок из „Квисисаны“» как один из символов утраченного «блистательного Санкт-Петербурга» в виде призрака являлся лирическому герою стихотворения тоскующего в эмиграции Н. Агнивцева.

## Судьба исторического места и названия
Век первой петербургской «Квисисаны» оказался недолгим — в 1914 году заведение было закрыто за неуплату аренды. «Обедали в издыхающей „Квисисане“», — записал в дневнике М. А. Кузмин в октябре этого года. «Квисисана» на Невском, 46 пережила Первую мировую войну, революцию и блокаду Ленинграда.
С рестораном связано раскрытие громкого петроградского преступления 1923 года — вооружённого ограбления Кожевенного синдиката. Улик налётчики не оставили, следствие по делу безуспешно длилось несколько месяцев. Зайдя в «Квисисану», кассир синдиката случайно узнал в посетителе за соседним столом главаря налётчиков и позвонил в милицию, которая задержала грабителя на месте.
Во время блокады, в 1941—1944 годах, в помещении ресторана была столовая, после войны в помещении буфета — кафе, с конца 1940-х в рамках «борьбы с космополитизмом» переименованное в «Театральное». Е. Г. Эткинд в «Записках незаговорщика» вспоминал, как в 1949 году, в разгаре антикосмополитической кампании «из нездорового любопытства… зашёл в ресторан „Квисисана“, обнаружил там десятка два пьяных жлобов и убежал подальше от греха…».
В 1961-м здание бывшего банка капитально перестроено, на месте, где находилась «Квисисана», открылся первый в Ленинграде торговый комплекс, в состав которого вошли ресторан «Нева», кафе «Север» (до 1951 года называвшееся «Норд») и кондитерский магазин. Название долго бытовало у старожилов и после закрытия ресторана, перейдя к расположенным на историческом месте заведениям. Согласно свидетельству А. Г. Наймана, «ленинградцы любили прибавлять „бывшая Квисисана“», говоря о кафе «Север», по другим источникам, старое название соотносилось с рестораном «Нева».

Герой автобиографического рассказа М. П. Петрова «В концерте» (действие происходит в начале 1960-х годов) водит возлюбленную в кафе «Театральное» «из ностальгических соображений», вспоминая, как после войны бывал там с матерью:
Кафе называлось тогда «Квисисана». Помню сумрачный, закопчённый, не ремонтировавшийся с довоенных времён зал в стиле ар-деко, облупленные грязноватые панели стен, но безукоризненно белые накрахмаленные скатерти, бронзовые бра, маленькую эстраду в глубине, где три старых обтрёпанных еврея, очевидно переживших блокаду, наигрывали фортепианные трио Брамса. Мама заказывала очень дорогое и фантастически деликатесное для сорок пятого года блюдо — куриные котлетки с рисом. С тех пор звуки брамсовских трио в моём сознании прочно связались с сумраком послевоенной «Квисисаны» и вкусом куриных котлет. Теперь зал был отремонтирован, кафе уже давно называлось «Театральное», но звучали те же трио Брамса, приглушённые массивными плюшевыми портьерами, тихим говором обедающих да стуком ножей и вилок о тарелки.

В мемуарной литературе отложились и другие послевоенные реалии и блюда меню: 
В кафе «Квисисана» <…> папа кормил меня редкими для послевоенного Ленинграда лакомствами — сосисками с горчицей и простоквашей с сахаром в толстых стаканах белого фаянса. Надо было оторвать бумажный кружок, которым стакан был сверху запечатан.
…Мы пришли на Невский проспект в кафе «Квисисана» (трудно сказать, как оно сейчас называется) и гордо потребовали по пирожному. После того, как у нас вырезали соответствующие талоны из продуктовых карточек, мы получили нечто похожее на подслащённые опилки с сахариновым кремом сверху. Называлось это пирожными из «шрот».
В. Порудоминский вспоминал, что «пока не отменили карточки, в ресторане можно было по коммерческой цене получить чашку бульона с пирожком».
«Квисисана» упоминается в документальной повести И. Миксона о блокадном Ленинграде, стихотворениях Л. Лосева, Е. Рейна, в книге стихотворений Рейна «Арка над водой» — в связи с «тенями Мандельштама и Ахматовой, Зощенко и Тынянова». Н. Роскина вспоминала о встречах с Ахматовой в Ленинграде во времена опалы после постановления «О журналах „Звезда“ и „Ленинград“» летом 1950-го:
…однажды, направляясь в «Квисисану», мы встретили М. М. Зощенко. Он бросился к Анне Андреевне, стал горячо целовать ей руки, она тоже явно взволнована была этой встречей. <…> А потом, смеясь, обратилась ко мне: «Ну знаете, Наташа, я считаю, что сделала для вас всё возможное. В каком это ещё городе вам к приезду устроят встречу Ахматовой с Зощенко?..»
В. Кривулин отмечал, что культура ленинградских литературных кафе 1960-х «восходила к знаменитым „Бродячей собаке“, „Привалу комедиантов“ и „Квисисане“. Атмосфера <…> как бы реанимировала в допустимых дозах вольный воздух Серебряного века».
В 1992 году городское правительство планировало «возрождение ряда предприятий общественного питания», в числе которых значилось и «Товарищество „Квисисана“», однако идея не реализовалась. В 2003 году на Невском проспекте снова появилась «Quisisana» (дом 74/76, во дворе), интерьеры были выполнены по мотивам стиля «ар-нуво». Ресторан существовал до 2009 года.

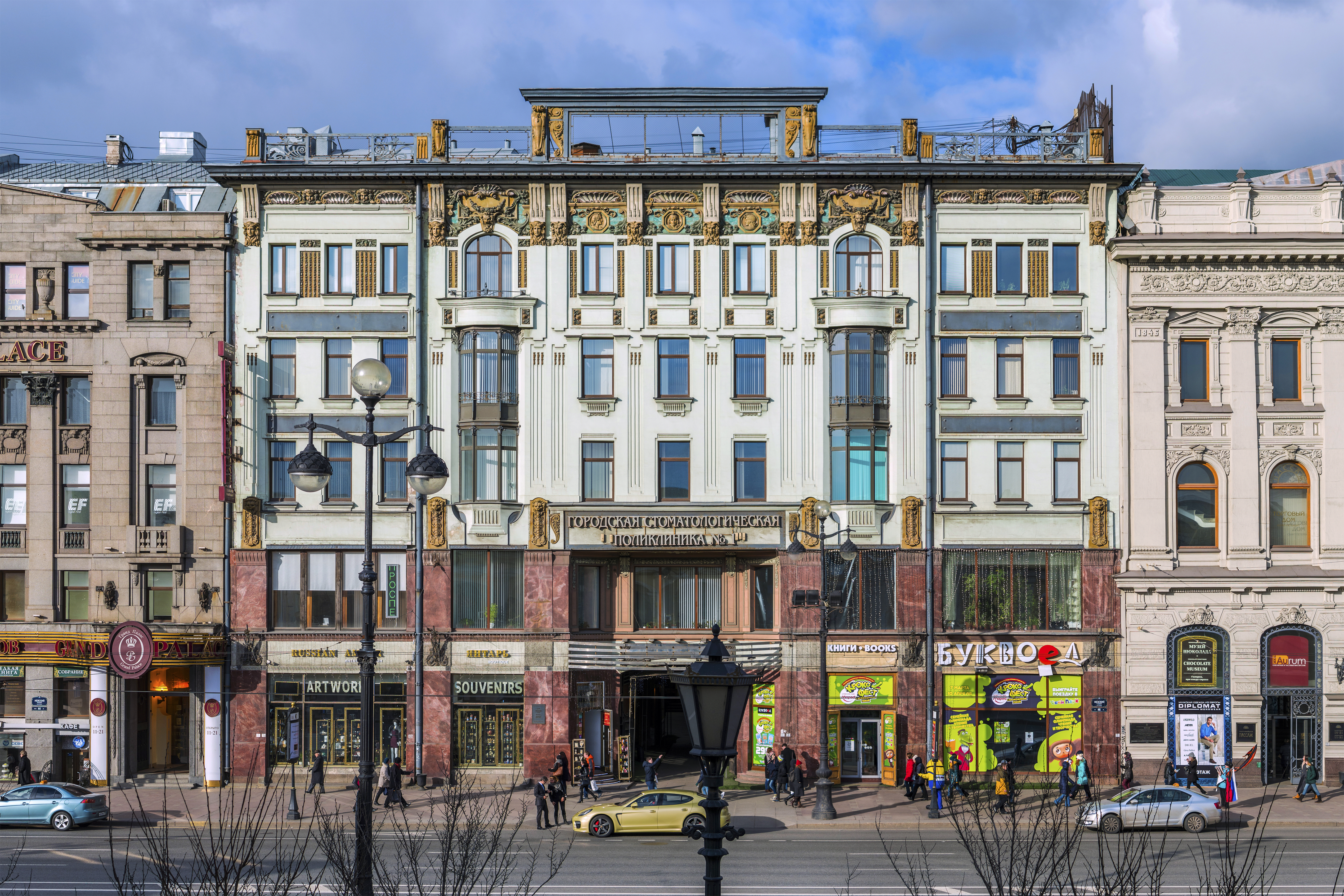
Невский проспект, 46. Начало XXI века

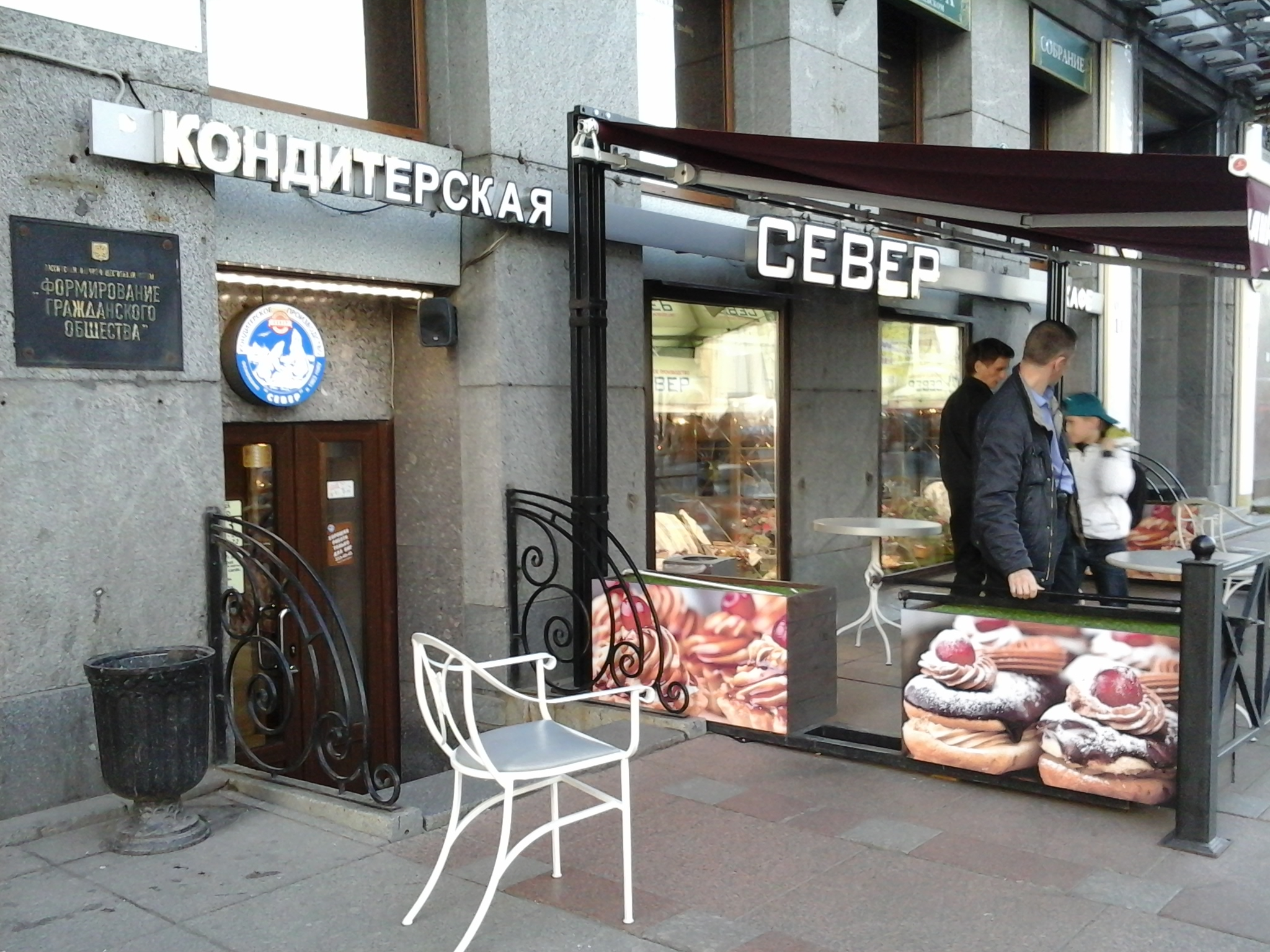
Кондитерская «Север».
Начало XXI века

 В 1993-м здание на Невском, 46 включено в список объектов культурного наследия Российской Федерации. В начале 2000-х годов дома 44—46 по Невскому проспекту вновь подверглись реконструкции — фасады зданий были сохранены, обновлённые коммуникации торгового комплекса вынесены во двор. В 2008 году расположенное на историческом месте кафе «Север», в устной традиции унаследовавшее именование «Квисисана», причислено городским правительством к «гениям места» и включено в Красную книгу знаковых мест Петербурга, назначение которых не подлежит изменению.

## Комментарии
1. ↑  Помещения доходного дома на Невском, 46 «бронировались» арендаторами уже на стадии проектирования. На чертежах Л. Н. Бенуа по фасаду здания размещены вывески предполагаемых фирм-арендаторов, составляющие часть «дизайна экстерьера»[5].
2. ↑  «Нева» была одним первых в Ленинграде кафе самообслуживания, в 1955 году здание реконструировано (архитектор П. Д. Моргунов), позднее предприятие получило статус ресторана (заново оформлен в 1987 году Ф. К. Романовским)[27].